# Lincoln MKC
Lincoln MKC (укр. Лінкольн Марк Сі) — компактний кросовер американської компанії Lincoln, підрозділу Ford Motor Company.

## Опис

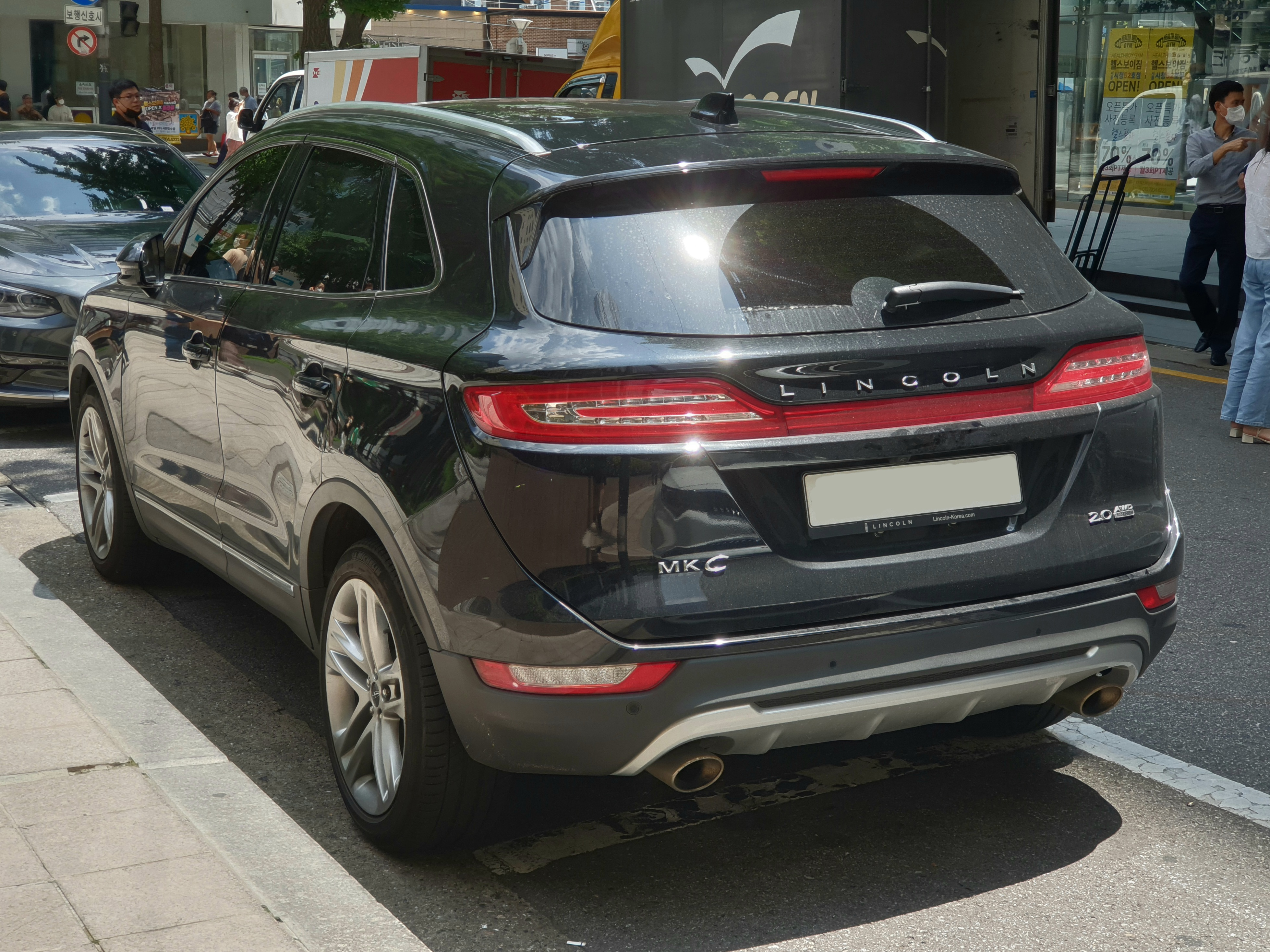
Lincoln MKC (2014-2018)

В січні 2013 року мотор-шоу в Детройті відбулася презентація концепту Lincoln MKC. В листопаді 2013 року представлена серійна версія паркетника. Новинка складає конкуренцію іншим преміальним кросоверам, таким як Land Rover Discovery Sport, BMW X3, Audi Q5 і Mercedes-Benz GLK-Класу.
Кросовер побудований на платформі Ford Escape (на нашому ринку відомий як Ford Kuga). В США кросовер Lincoln MKC доступний з 2,0 л бензиновим двигуном Ecoboost потужністю 240 к.с., а також з двигуном 2,3 л Ecoboost потужністю 275 к.с.

Виробництво моделі налагодили на заводі в Кентуккі (США). Продажі новинки почалися влітку 2014 року.

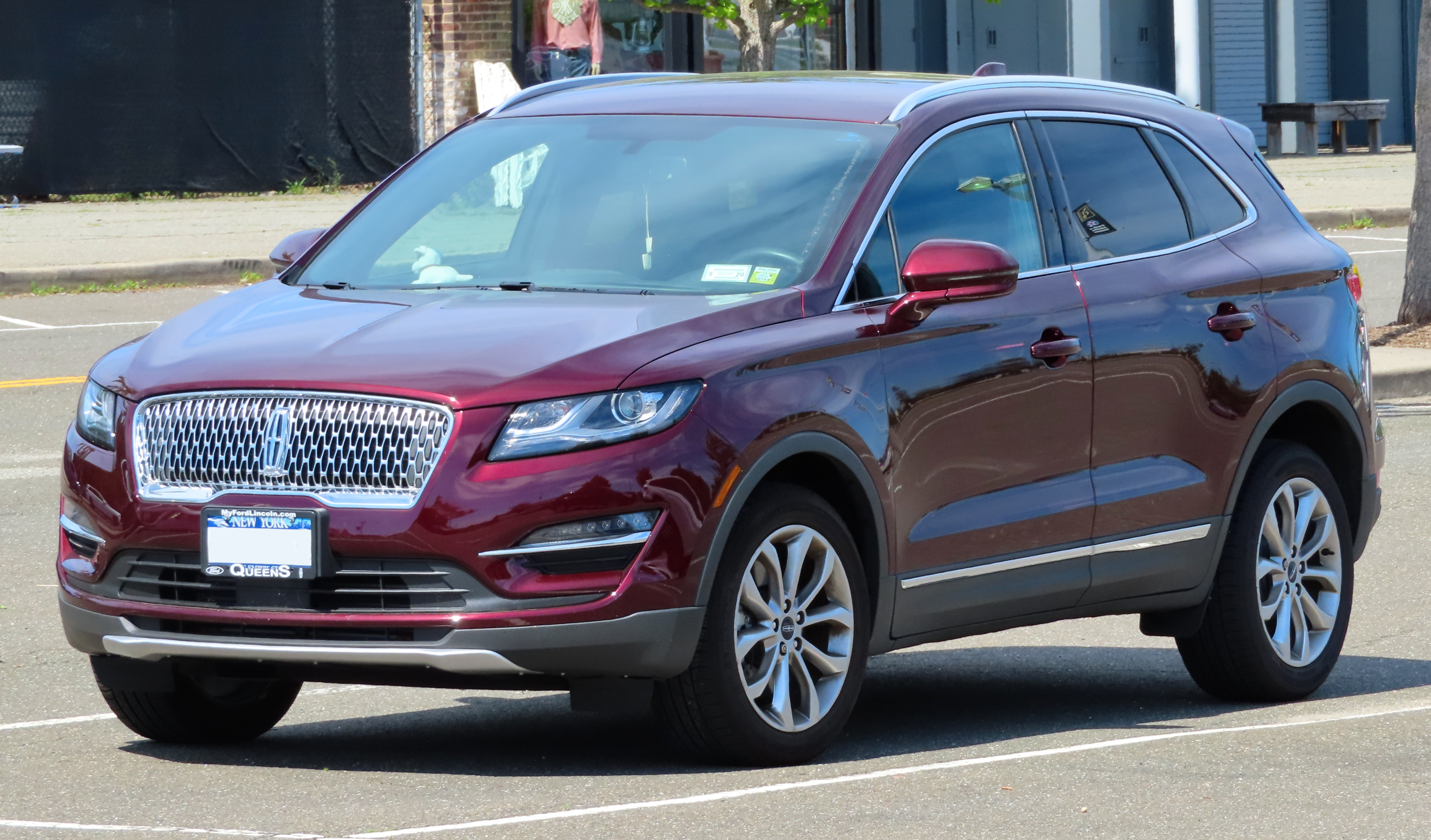
Lincoln MKC (2018-2019)

В листопаді 2017 року відбулось перше оновлення кросовера Lincoln MKC. Тепер у машини цільна, а не роздвоєна хромована решітка. Світлодіодні фари до неї більше не примикають. Ззаду змінився тільки малюнок ліхтарів. Інтер'єр - колишній. Технічні характеристики не змінились

## Технічні характеристики
Базовим для Lincoln MKC 2019 року став 2.0-літровий 4-циліндровий турбодвигун на 245 к.c. і 373 Нм. Компонується він шестиступінчастою автоматичною коробкою передач. Привід стандартно передній. Витрат пального перебуває на рівні 11.7 л/100км у міському, 8.7 л/100км у заміському і 10.2 л/100км у змішаному циклах. З повним приводом показники змінюються на 12.4, 9.4 і 10.7 л/100 км відповідно. Більше потужності пропонує 2.3-літровий чотирьохциліндровий турбодвигун на 285 кінських сил і 414 Нм. Привід повний. Витрачає MKC з ним 13.0 л/100км у місті, 9.4 л/100км за його межами і 10.7 л/100км у середньому.

## Двигуни
- 2.0 л EcoBoost I4 240 к.с.
- 2.3 л EcoBoost I4 275 к.с.

## Продажі
| Рік  | США    | Китай  |
| ---- | ------ | ------ |
| 2014 | 13,077 | Н/Д    |
| 2015 | 24,590 | 7,724  |
| 2016 | 25,562 | 13,891 |
| 2017 | 27,048 | 18,247 |
| 2018 | 26,241 |        |